# Andrei Sokolov
|  | No s'ha de confondre amb Ivan Sokolov. |

|  | Aquest article tracta sobre l'escaquista rus. Si cerqueu l'escaquista letó, vegeu «Andrei Sokolov (escaquista letó)». |

Andrei Iúrievitx Sokolov (en rus: Андрей Юрьевич Соколов; nascut el 20 de març de 1963 a Vorkuta, RASS de Komi, RSFS de Rússia, Unió Soviètica) és un jugador d'escacs que té el títol de Gran Mestre des de 1984. D'origen rus, va jugar sota bandera soviètica, i viu actualment a França.

## Anys de formació
Li va ensenyar a jugar el seu pare Iuri, que era oficial de l'exèrcit soviètic, i Candidat a Mestre. Amb només 6 anys, va aficionar-se als escacs gràcies a un llibre de partides d'Alekhin. A 12 anys, va anar a una de les nombroses escoles d'escacs que hi havia als voltants de Moscou, i anava també ocasionalment al Palau de Pioners. Va entrenar-se també més professionalment durant els anys 1975–1982, principalment sota la tutela del conegut entrenador Vladímir Iúrkov.
Aleksei Suetin anava al mateix club d'esports (Trud) i en la seva qualitat d'entrenador experimentat, va observar de prop els progressos del jove. Sokolov va guanyar el campionat juvenil de Moscou el 1981, tot i que no ho va fer bé al campionat obert sènior poc després. Suetin el va descriure com «un jugador pràctic ... concentrat, i sense caure en la impulsivitat, i molt persistent per assolir els seus objectius.»

## Ascens meteòric i revés
El 1982, l'entrenament va començar a donar fruits, ja que es va proclamar campió del món júnior a Copenhaguen, en un fort torneig on hi jugaven entre d'altres Joel Benjamin, Ivan Morovic, Nigel Short i Niaz Murshed. En aquell moment Sokolov era Mestre Internacional (MI) i tenia un Elo de 2450. En aquells anys la FIDE donava automàticament el títol d'MI al guanyador del campionat del món juvenil (posteriorment la regla va canviar i es va donar el de Gran Mestre). Sokolov va assolir el títol de GM el 1984, any en el qual va assolir una fita increïble per a un jove de 21 anys, quan va impactar el món dels escacs en guanyar el Campionat de la Unió Soviètica, per davant de Konstantin Lerner en la seva primera participació. Va ser impactant la seva actuació a la penúltima ronda contra l'excampió soviètic Beliavski qui, amb blanques, va muntar un atac ferotge contra la posició del rei negre. Sokolov però va mantenir la calma sota pressió, i no només va refusar l'atac, sinó que va muntar un contraatac que li va permetre de guanyar aquella partida clau. Aquell any també va aconseguir un gran èxit al fort torneig de Novi Sad, a l'octubre, on hi empatà al segon lloc amb Petar Popović (el campió fou Predrag Nikolić), i va pujar el seu Elo fins a 2550.
Va participar representant la Unió Soviètica a les olimpíades d'escacs de Salònica 1984 i Dubai 1986 on va tenir unes bones actuacions i hi puntuà al voltant del 67% cada vegada, contribuint així a les dues medalles d'or guanyades pel seu equip.
A l'Interzonal de Biel/Bienne, Sokolov es va classificar per la fase final del cicle pel Campionat del món de 1985; va jugar els quarts de final del torneig de Candidats contra Rafael Vaganian in Minsk el 1986 i el va vèncer amb un còmode marcador de 6–2. A continuació va disputar la semifinal a Riga el 1987, en la qual va vèncer Artur Iussúpov 7½–6½. A la final, però, fou desbordat per un Anatoli Kàrpov molt en forma, i perdé per 3½–7½. Com que havia guanyar a Kàrpov a Bugojno 1986, Sokolov tenia unes sensacions potser massa optimistes abans del matx, i va descriure la seva derrota com a «molt severa». De tota manera, el 1987/88 el seu Elo va pujar fins a 2645 i passà a ser el tercer millor jugador del món, només després de Garri Kaspàrov i Anatoli Kàrpov. Va tornar a derrotar en Kàrpov novament a Belfort 1988, un torneig de la Copa del Món.
De tota manera la seva elevada posició al rànquing mundial va durar poc. Va patir un inesperat revés en ser derrotat pel Gran Mestre canadenc Kevin Spraggett al seu matx de primera ronda dels Candidats a Saint John, el 1988. Des d'aquell moment, va tenir dificultats per recuperar la forma i els èxits dels anys anteriors, malgrat que el 1990, excepcionament, va obtenir una brillant victòria a l'obert de Moscou (acabant per davant de Mikhaïl Tal, Rafael Vaganian, Aleksei Vijmanavin i Mikhaïl Krasenkov, entre d'altres). Aquest torneig però va precedir un període de menys activitat escaquística.

## Nacionalitat francesa
Va anar a viure a França, i va adquirir la nacionalitat francesa el 2000. Tot i que mai no ha aconseguit de guanyar el campionat de França, va estar-hi a punt el 2003 quan empatà al primer lloc amb Joël Lautier i Étienne Bacrot, i va perdre amb Bacrot en el playoff. El 2005, va empatar al segon lloc amb Maxime Vachier-Lagrave (que llavors tenia 14 anys), rere Lautier.
Sokolov ha representat França en dues olimpíades d'escacs, els anys 2002 i 2006. També ha representat França al campionat d'Europa per equips de 2003 a Plòvdiv.

## Partida notable
Com a participant de la sèrie de la Copa del Món 1988–89, va competir a Brussel·les, Belfort, Reykjavík i Rotterdam, i acabà amb un 11è lloc global (sobre 25 jugadors), i hi guanyà un premi total de 36.584 $. A la següent partida, jugada durant el torneig de Brussel·les de 1989, Sokolov sacrificà una peça i la qualitat per tal de crear una poderosa força de dos peons passats en un flanc, i un atac al flanc de rei.
Andrei Sokolov – Lajos Portisch 
1.e4 e5 2.Cf3 Cc6 3.Ab5 a6 4.Aa4 Cf6 5.0-0 Ae7 6.Te1 b5 7.Ab3 d6 8.c3 0-0 9.h3 Ab7 10.d4 Te8 11.Cg5 Tf8 12.Cf3 Te8 13.Cbd2 Af8 14.a4 h6 15.Ac2 exd4 16.cxd4 Cb4 17.Ab1 c5 18.d5 Cd7 19.Ta3 c4 20.Cd4 Ce5 21.axb5 Db6 22.Cxc4 Cxc4 23.Tg3 Ac8 24.b3 Ce5 25.Ae3 Cg6 26.f4 Dd8 27.f5 Ce5 28.Dd2 a5 29.Axh6 Dh4 30.Rh2 Ad7 31.Ag5 Dh5 32.Tf1 g6 33.Cc6 Axc6 34.dxc6 Tab8 35.fxg6 fxg6 36.c7 Tbc8 37.b6 Dh7 38.Txf8+ Txf8 39.Dxd6 Cbc6 40.Af6 Txf6 41.Dxf6 Dd7 42.b7 1–0